# Мохамед Али паша джамия
 Тази статия е за джамията в Кавала.  За джамията в Кайро вижте Мохамед Али джамия.  
Мохамед Али паша джамия (на гръцки: Τζαμί Μεχμέτ Αλή; на турски: Mehmed Ali Paşa Camii) е джамия в източномакедонския град Кавала, Гърция.

## Местоположение
Джамията е разположена в комплекса на Мохамед Али паша имарет, в западната част на полуостров Панагия.

## История
Построена е заедно с имарета в 1817 година от египетския валия Мохамед Али паша. След изселването на турското население на Кавала, от 1923 година джамията престава да функционира като храм и започва да се използва за изложбена зала.